# Озерешно
Озере́шно — деревня в Гатчинском муниципальном округе Ленинградской области.

## История
Деревни Озеречно, Большое Озеречно на Кромене и Озеречно на Кроменке упоминаются в Писцовой книге Водской пятины 1500 года в Климентовском Тёсовском погосте Новгородского уезда. По другим данным, деревня Озеречно упоминается среди населённых пунктов смежного Богородицкого Дягилинского погоста Копорского уезда по переписи 1500 года.
Затем как пустошь Oseretzno Ödhe в Дягилинском погосте в шведских «Писцовых книгах Ижорской земли» 1618—1623 годов.

ОЗЕРЕШНО — деревня принадлежит Ораниенбаумскому дворцовому правлению, число жителей по ревизии: 94 м. п., 96 ж. п. (1838 год)

Согласно карте Ф. Ф. Шуберта в 1844 году деревня Озеречна насчитывала 25 крестьянских дворов.
В пояснительном тексте к этнографической карте Санкт-Петербургской губернии П. И. Кёппена 1849 года она записана как деревня Osereschno (Озерешно) и указано количество её жителей на 1848 год: ижоры — 96 м. п., 113 ж. п., всего 209 человек.

ОЗЕРЕШНО — деревня Ораниенбаумского дворцового правления, по просёлочной дороге, число дворов — 30, число душ — 101 м. п.(1856 год)

ОЗЕРЕШНО — деревня, число жителей по X-ой ревизии 1857 года: 107 м. п., 117 ж. п.

ОЗЕРЕЧНА (ОЗЕРЕШНО) — деревня Дворцового ведомства при реке Чаще, число дворов — 32, число жителей: 117 м. п., 122 ж. п.; Часовня православная. (1862 год)

В 1870—1871 годах временнообязанные крестьяне деревни выкупили свои земельные наделы у великой княгини Елены Павловны и стали собственниками земли.
Согласно подворной описи 1882 года:

ОЗЕРЕШНО — деревня Озерешинского общества Глебовской волости
  
домов — 106, душевых наделов — 107,  семей — 52, число жителей — 142 м. п., 143 ж. п.; разряд крестьян — собственники

Сборник Центрального статистического комитета описывал деревню так:

ОЗЕРЕШНА — деревня бывшая удельная Глебовской волости при речке Кремянке, дворов — 45, жителей — 240; часовня, 2 мельницы, 2 лавки. (1885 год)

В конце XIX — начале XX века деревня административно относилась к Глебовской волости 1-го стана Лужского уезда Санкт-Петербургской губернии.
Согласно военно-топографической карте Петроградской и Новгородской губерний издания 1915 года деревня называлась Озеречна и насчитывала 25 крестьянских дворов.
Согласно данным переписи населения СССР 1926 года в деревне Озерешно Озерешинского сельсовета Глебовской волости Троцкого уезда проживали 398 человек, большинство русские.

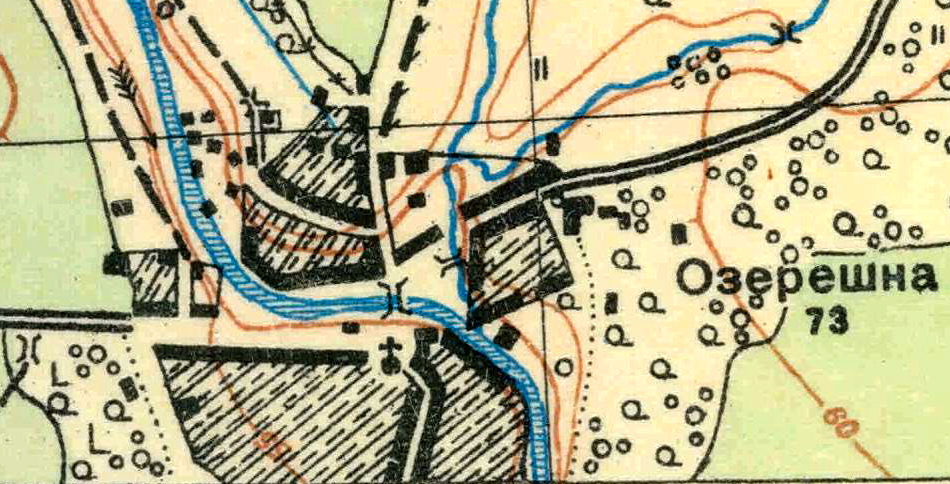
План деревни Озерешно. 1931 год

Согласно топографической карте 1931 года деревня называлась Озерешна и насчитывала 73 двора. В деревне располагалась часовня.
По административным данным 1933 года деревня называлась Озерешно и входила в состав Новинского сельсовета Оредежского района.
По данным 1966, 1973 и 1990 годов деревня Озерешно входила в состав Новинского сельсовета Гатчинского района.
В 1997 году в деревне проживали 58 человек, в 2002 году — 53 человека (русские — 98%), в 2007 году — 33.

### Церковь
В 1915 году в память 300-летия Дома Романовых у деревни Озерешно по проекту архитектора П. Д. Мегорского была сооружена деревянная церковь во имя Казанской иконы Божией Матери.
После 1917 года церковь была переосвящена во имя святых апостолов Петра и Павла.
Закрыта в 1938 году и перевезена на станцию Новинка, где использовалась под клуб. Здание не сохранилось.
В 2017 году была освящена новая деревянная церковь во имя святого Иоанна Предтечи.

## География
Деревня расположена в юго-восточной части района на автодороге 41К-106 (Озерешно — Чаща).
Расстояние до административного центра поселения, посёлка городского типа Вырица — 52 км.
Расстояние до ближайшей железнодорожной станции Новинка — 3 км.
Деревня находится на обоих берегах реки Кременки в месте впадения в неё Озеречинского ручья, к юго-востоку от станции Новинка.

## Демография
| 1862 | 2007 | 2010 | 2017 |
| ---- | ---- | ---- | ---- |
| 339  | ↘33  | ↗45  | ↘27  |

### Национальный состав
Согласно данным Всероссийской переписи населения 2021 года в деревне проживали 87 человек, из них:
 русские — 86, украинцы — 1.

## Улицы
Верхняя, Песочная, Центральная, Южная.